# 半截塔
半截塔，位于中国河北省承德市围场满族蒙古族自治县半截塔镇半截塔村，为一处元代古塔。1982年7月23日，列入河北省文物保护单位；2013年5月，列入第七批全国重点文物保护单位。
半截塔建于元至元年间（1264—1294年）；至清代时，大半坏损，遂称半截塔。民国十九年（1930年），重修该塔，更名作新风塔”，但仍常用半截塔之俗称。